# متابولیت ثانویه
متابولیت‌های ثانویه ترکیبات آلی‌ای هستند که مستقیماً در مراحل رشد و نمو یا تولید مثل یک جاندار شرکت نمی‌کنند. برخلاف متابولیت‌های اولیه، غیبت متابولیت‌های ثانویه به مرگ فوری یاخته منجر نمی‌شود، اما ممکن است در دراز مدت سبب اختلال در بقای جاندار، باروری یا ویژگی‌های ظاهری آن گردد یا ممکن است هیچ تغییر مشهودی را سبب نشود.
متابولیت‌های ثانویه اغلب به یک گروه کوچک از گونه‌های درون یک گونه فرگشتی منحصر می‌شوند. این ترکیبات غالباً نقش مهمی را در سیستم دفاعی گیاهان در مقابل گیاه‌خواری و دیگر سیستم‌های دفاعی بین گونه‌ها بازی می‌کنند. انسان از متابولیت‌های ثانویه به عنوان دارو، طعم‌دهنده‌های غذایی و مواد مخدر استفاده می‌کند.

## دسته‌بندی
متابولیت‌های ثانویه
توانایی پردازش گیاهان برای سنتز مولکول‌های آلی گوناگون متابولیت‌های ثانویه نامیده می‌شود.
که سازه‌های اسکلت کربنی منحصر به فرد خواص اولیه متابولیت‌های ثانویه گیاه را تشکیل می‌دهد (saurabh pagaraatel .2015)
متابولیت‌های ثانویه گروه گسترده‌ای از ترکیبات ارگانیک هستند (hasakatteetalatel. 2014) که برای سلول ضروری نیستند و با وزن مولکولی کم و از بافت و سلول‌های ویژه (saurabh pagaraatel .2015) برای تسهیل و تعامل با محیط زیست تولید می‌شوند. اکثر متابولیت‌های ثانویه به عنوان دارو، مواد شیمیایی، چاشنی، رنگ دهنده آفت کش زیستی (hasakatteetalatel. 2014)، ترکیبات پیامرسان و همچنین جذب کننده حیوانات گرده افشان، آنتی‌اکسیدان، محافظ uv (michael wink .2015)، و روغن‌های ضروری (justin kabera. 2014) به کار می‌رود. همچنین این متابولیت هااز گیاهان علیه تنش‌های زیستی (باکتری، قارچ، نماتد و حشرات) و تنش‌های غیر زیستی (دما و رطوبت بالا، سایه و حضور فلز سنگین) محافظت می‌کند. (saurabh pagaraatel .2015)
در طول ۳۰–۲۰ سال گذشته آنالیزهای مربوط به تولیدات ثانویه در گیاهان با استفاده از تکنیک‌های جدید بسیار بهبود یافته‌است. متابولیت‌های ثانویه اغلب ممکن است توسط مسیر مصنوعی اصلاح شده از متابولیت‌های اولیه به اشتراک گذاری ماده اصلی متابولیت‌های اولیه ایجاد شود. (justin kabera. 2014)
متابولیت‌های ثانویه برر اساس منشأ بیو سنتز آنها در سه گروه قرار گرفته‌اند:
۱ – ترینوئیدها
۲ – فلانوئیدها و ترکیبات فنولی و پلی فنولیک
۳ – آلکالوئیدهای حاوی نیتروژن و ترکیبات حاوی سولفور
· آلکالوئیدها: آلکالوئیدها گروه بزرگ و متنوع از ترکیبات ساختاری هستند که عمدتاً در محیط هیدرو اتانولی محلول اند و به عنوان نمک قرار می‌گیرند (مثل کلرید یا سولفات) ساختار حلقه رایج آلکالوئیدها شامل: پیریدین، پیرول، ایندول‌ها پیرولیدین پیریدین و غیره است.
ترینوئیدها: تمام تیرینوئیدها از طریق جمع شدن واحدهای ایزوپرن (c5)به وسییله تعدادی از واحدهای ۵ کربنه حاضر در ساختار هسته طبقه‌بندی شده‌اند.
ترکیبات فنولی: آنها می‌توانند بر اساس تعداد و آرایش اتم‌های کربن خود طبقه‌بندی شوند و در ترکیب با قند و اسیدهای ارگانیک یافت می‌شوند.
فلانوئیدها: فلانوئیدها ترکیبات پلی فنولیلی هستند که شامل ۱۵ کربن با دو حلقه آروماتیک که هب وسیله ۳ پل کربنی متصل شده‌است (anurag kumar .2014)

## مولکولهای نسبتاً کوچک
- آلکالوییدها (معمولاً مشتق به شدت تغییر یافته و کوچکی از یک اسید آمینه)
- هیوسیامین، موجود در گیاه تاتوره[۲]
- آتروپین، موجود در گیاه شابیزک[۳]
- کوکایین، موجود در گیاه کوکا[۴]
- اسکوپولامین یا هیوسین موجود در گیاهان خانواده بادنجانیان[۵]
- کدیین و مورفین که در گیاه خشخاش[۶] وجود دارد.
- تترودوتوکسین یک محصول میکروبی[۷] که در بدن ماهی بادکنکی و برخی از سمندریان یافت می‌شود.
- وینکریستین و وینبلاستین، ترکیباتی که از میتوز سلولی جلوگیری می‌کنند و در گیاه پریوش[۸] یافت می‌شوند.
- ترپنویید‌ها (تهیه شده از اولیگومریزاسیون سِمی ترپن ها[۹])
- آزادیراچتین[۱۰](گیاه درختی چریش یا زیتون تلخ)
- آرتمیسینین[۱۱] (موجود در گیاه گندواش[۱۲])
- تتراهیدروکانابینول موجود در شاهدانه
- استرویید‌ها (ترپنهای با ساختمان حلقوی ویژه)
- ساپونینها (استروییدهای گیاهی غالباً گلیکوزه شده[۱۳])
- گلیکوزیدها (مولکولهای شکر به شدت تغییر یافته)
- نوجیریمایسین[۱۴]
- گلوکوزینولاتها[۱۵]
- فنولهای طبیعی
- رسوراترول[۱۶]
- فنازین ها[۱۷]
- پیوسیانین[۱۸]
- فنازین-۱-کربوکسیلیک اسید (و مشتقات آن)
- دی فنیل‌ها و دی بنزوفورانها و فیتوالاکسین[۱۹]‌های گیاه مالوییده یا پیرینه[۲۰]

## مولکولهای نسبتاً بزرگ
- پلی‌کتیدها[۲۱]
- اریترومایسین
- دیسکودرمولید موجود در نوعی اسفنج دریایی
- محصولات آنزیم(FAS (Fatty Acid Synthase
- ترکیب FR-900848[۲۲]
- ترکیب U-106305[۲۳]
- فلوروگلوسینول[۲۴]
- پپتیدهای غیر ریبوزومی[۲۵]
- وانکومایسین[۲۶]
- تیو استرپتون[۲۷]
- راموپلانین[۲۸]
- تیکوپلانین[۲۹]
- گرامیسیدین[۳۰]
- باسیتراسین[۳۱]
- شکلهای هیبریدی سه دسته بالا
- اپوزیلون[۳۲]
- پلی‌فنول‌ها

## مولکول‌های غیر کوچک
دی ان ای، آر ان ای، ریبوزوم، و پلیمرهای زیستی پلی‌ساکاریدی مثال‌هایی از این دسته هستند.
- پپتیدهای ریبوزومی
- میکروسین J-25[۳۳]